# الکساندر کوتلر
الکساندر کوتلر (به انگلیسی: Alexander Cutler) (زاده ۲۸ مه ۱۹۵۱) کارآفرین، بازرگان و مدیر ارشد اجرایی آمریکایی است، که اکنون به‌عنوان مدیر عامل اجرایی و رییس هیئت مدیره شرکت ایتن فعالیت می‌کند. وی عضو هیئت مدیره کی‌بانک و شرکت صنایع شیمیایی دوپونت نیز می‌باشد.